# Sukaresmi (Rancabali)
Sukaresmi is een bestuurslaag in het regentschap Bandung van de provincie West-Java, Indonesië. Sukaresmi telt 9416 inwoners (volkstelling 2010).